# The O2
The O2（ジ・オーツー）は、イングランドのロンドン南東部グリニッジ半島にある大規模娯楽施設。2000年12月31日をもって閉鎖された旧ミレニアム・ドームの再開発事業（増改築整備）により、2007年に開業した。

## 解説
アンシュッツ・エンターテイメント・グループ (AEG) が2005年にミレニアム・ドームを再開発し、2007年6月23日（プライベートイベントを開催、一般公開は翌24日）に「The O2」として再開業した。「O2」はスペインの通信事業者テレフォニカの携帯電話ブランド名で、AEGが同社に命名権を売却している。また、ミレニアム・ドームを巡ってイギリス政府と直接契約を結んでいるのはメリディアン・デルタ（999年間のリース契約）で、同社がAEGにサブリースしている。
当施設内にあるO2アリーナは2012年のロンドンオリンピックおよびパラリンピックの屋内会場の一つとなっており、オリンピックでは体操やバスケットボールの競技が行われた。なお、IOCの規定により、オリンピック・パラリンピックでは命名権による施設名称が利用できないため、大会期間中はノース・グリニッジ・アリーナ (North Greenwich Arena) という名称に変更された。

## 施設

### O2アリーナ
O2アリーナ (The O2 Arena) はThe O2最大の施設で、23,000席を持つ欧州最大の多目的アリーナである。

### indigo at The O2
indigo at The O2は2,750名収容のナイトクラブで、コンサートのアフターショーやプライベートイベントなどに対応されている。

### O2バブル
O2バブル (The O2 bubble) は2007年11月にオープンした博物館で、主にマイケル・ジャクソンの展示会が開催された実績がある。

### Cineworld @ The O2
Cineworld @ The O2（シネワールド）は11スクリーンを持つシネマコンプレックス。